# Estación de Marsá-Falset
Marsá-Falset (en catalán y según Adif: Marçà-Falset) es una estación ferroviaria situada en el municipio español de Marsá cerca de Falset en la provincia de Tarragona, comunidad autónoma de Cataluña. Dispone de servicios de Media Distancia.

## Situación ferroviaria
La estación se encuentra en el punto kilométrico 551,3 de la línea férrea de ancho ibérico que une Miraflores con Tarragona, entre las estaciones de Capsanes y de Pradell, a 311 metros de altitud. El tramo es de vía única y está electrificado. 

## Historia
La estación fue inaugurada el 4 de diciembre de 1890 con la apertura del tramo Reus - Marsá de la línea férrea Samper vía Reus con Roda de Bará por parte de la Compañía de los ferrocarriles de Tarragona a Barcelona y Francia o TBF. Un año después, en 1891 TBF logró un acuerdo de fusión con MZA que no se haría efectivo hasta 1899 y que permitía a MZA conectar Barcelona con Madrid vía Zaragoza. Aun así TBF mantuvo cierta autonomía dentro de la nueva compañía, autonomía que conservaría hasta 1936. En 1941, la gestión de la estación pasó a manos de RENFE tras nacionalizarse el ferrocarril en España. 
Desde el 31 de diciembre de 2004 Renfe Operadora explota la línea mientras que Adif es la titular de las instalaciones ferroviarias.

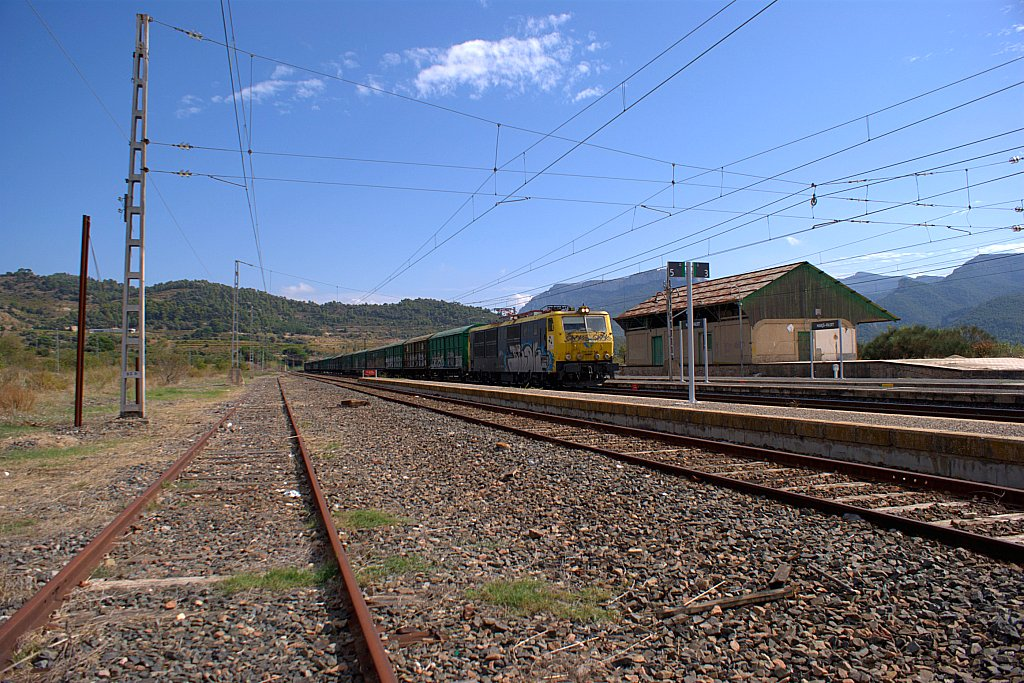
La locomotora 250.006 con el papelero Gerona-Zaragoza a su paso por la estación.

## La estación
Cuenta con un edificio para viajeros de dos alturas, planta rectangular y disposición lateral a las vías. Su playa de vías es de cierta importancia por la fuerte actividad agrícola de la comarca de El Priorato. 
Cuenta con una vía principal (vía 1) y cuatro desviaciones (vías 2, 3, 5 y 7). Además dispone de dos vías muertas (vías 4 y 6). El acceso a las vías se realiza gracias a tres andenes, uno lateral y dos centrales. Ninguno de ello está cubierto. Los cambios de vía se realizan a nivel.

## Servicios ferroviarios

### Media Distancia
Renfe Operadora presta servicios de Media Distancia gracias a sus trenes Regional y Regional Exprés en los trayectos que unen Barcelona con Zaragoza, Caspe, Ribarroja de Ebro, Flix y Mora la Nueva.
| Línea MD | Trenes                   | Origen/Destino                       |  | Destino/Origen                | Equivalente Rodalies de Catalunya |
| -------- | ------------------------ | ------------------------------------ |  | ----------------------------- | --------------------------------- |
|          | Regional Exprés          | Madrid-Chamartín                     |  | Barcelona-Estación de Francia | Sin equivalencia                  |
| 34       | Regional Regional Exprés | Zaragoza-Delicias Caspe              |  | Barcelona-Estación de Francia | Sin equivalencia                  |
| 36       | Regional Regional Exprés | Ribarroja de Ebro Mora la Nueva Flix |  | Barcelona-Estación de Francia |                                   |